# Cylindraspis
Cylindraspis – rodzaj wymarłych żółwi z rodziny żółwi lądowych (Testudinidae).

## Zasięg występowania
Rodzaj obejmował gatunki występujące na Mauritiusie (włącznie z wyspą Rodrigues) i Reunionie.

## Systematyka

### Etymologia
Cylindraspis: gr. κυλινδρος kulindros „cylinder”; ασπις aspis, ασπιδος aspidos „tarcza”.

### Podział systematyczny
Do rodzaju należały następujące gatunki: 
- Cylindraspis indica (Schneider, 1783)
- Cylindraspis inepta (Günther, 1873)
- Cylindraspis peltastes (Duméril and Bibron, 1835)
- Cylindraspis triserrata (Günther, 1873)
- Cylindraspis vosmaeri (Suckow, 1798)